# Model atomic
Modelul atomic este un model științific care încearcă să explice proprietățile, constatate experimental, ale atomului.
Pot fi împărțite în:
- modele atomice precuantice (Thomson și Rutherford);
- modele cuantice (Bohr, Bohr-Sommerfeld și vectorial).

Primele modele atomice erau simple și reușeau să explice numai un număr mic de proprietăți; ele au fost înlocuite cu modele din ce în ce mai complexe, care reprezintă mai corect realitatea.
Astfel prin 1808, John Dalton, luând în considerație lucrările lui Lavoisier, a propus  un model atomic care conțineau o idee de bază de la Democrit: materia este compusă din particule indivizibile.  Modelul lui Dalton avea câteva principii:
- Atomul este o particulă extrem de mică, indivizibilă.
- Toți atomii unui element chimic sunt identici.
- Dacă două elemente chimice sunt diferite atunci și atomii lor sunt diferiți.
- Atomii unor elemente chimice diferite pot forma prin combinare compuși chimici, noi substanțe.
- Prin reacții chimice se pot forma noi substanțe, dar principiul lui Lavoisier rămâne totdeauna valabil.